# Syvert P. Sem

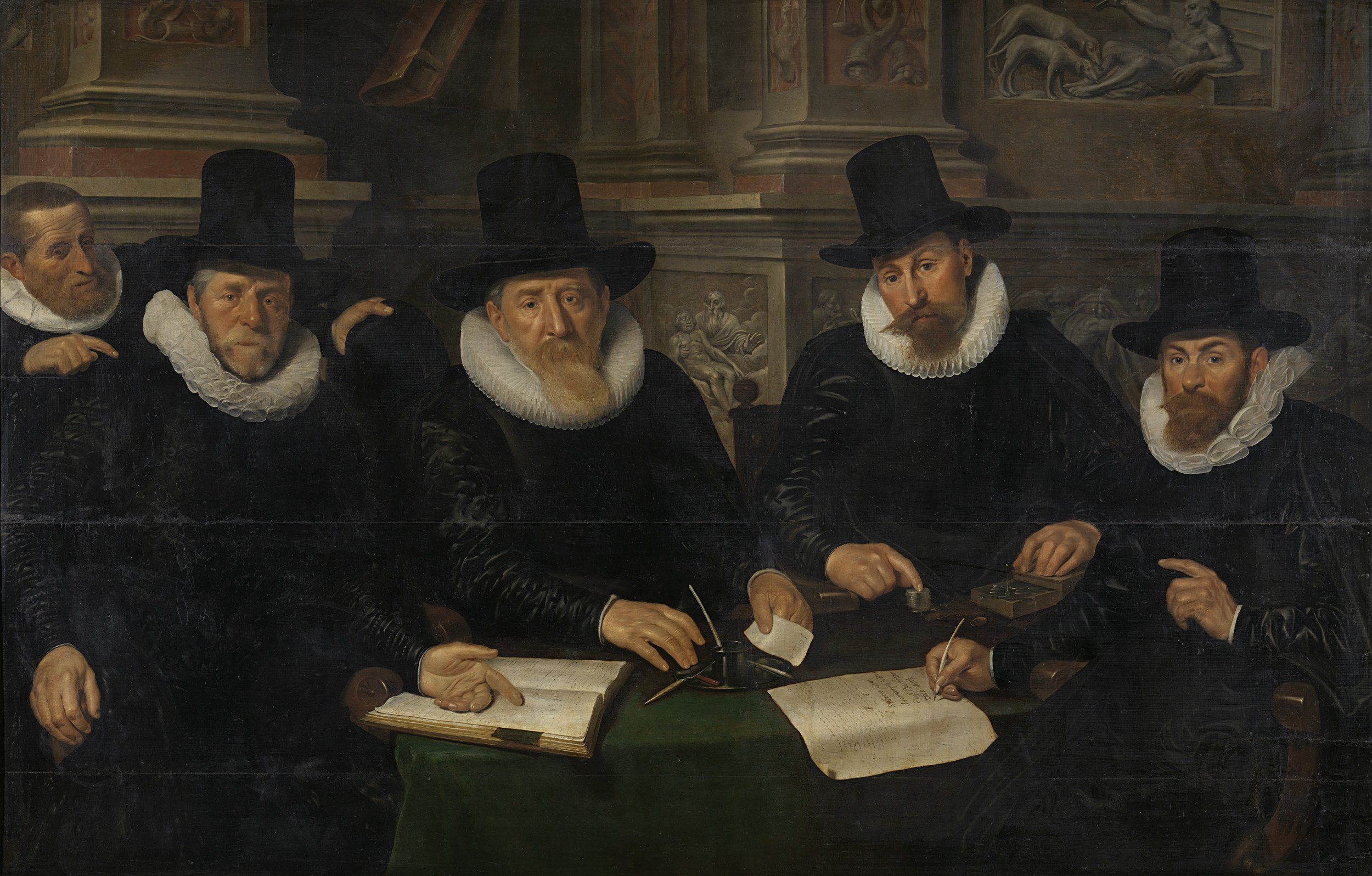
Vier regenten, waaronder Sem en de binnenvader van het Leprozenhuis te Amsterdam (1624)

Syvert Pietersz. Sem (1560-september 1632) was de zoon van een houtkoper, buiten de Sint Olofspoort van Amsterdam. Hij woonde in de Niezel, was de eigenaar van de brouwerij de Lelie aan de Amsterdamse Nieuwmarkt gelegen aan de zuidzijde van Rechtboomsloot. Sem was sinds 1586 regent van het Leprozenhuis tevens een van de bewindhebbers van de Compagnie van Verre en van de Verenigde Amsterdamse Compagnie, beide voorcompagnieën. Hij was medeoprichter en vanaf 1602 tot 1608 een van de bewindhebbers van de VOC.

## Biografie
In 1594 richtten de kooplieden Hendrick Hudde, Reynier Pauw, Pieter Hasselaer, Arent ten Grootenhuys, Hendrick Buyck, Syvert P. Sem, Jan Poppen, Jan Karel en Dirck van Os de Compagnie van Verre op om de vaart naar Azië langs Kaap de Goede Hoop mogelijk te maken. Hun gezamenlijke inleg was 290.000 gulden. De stadhouder en de Staten-Generaal voorzagen de schepen van kanonnen.

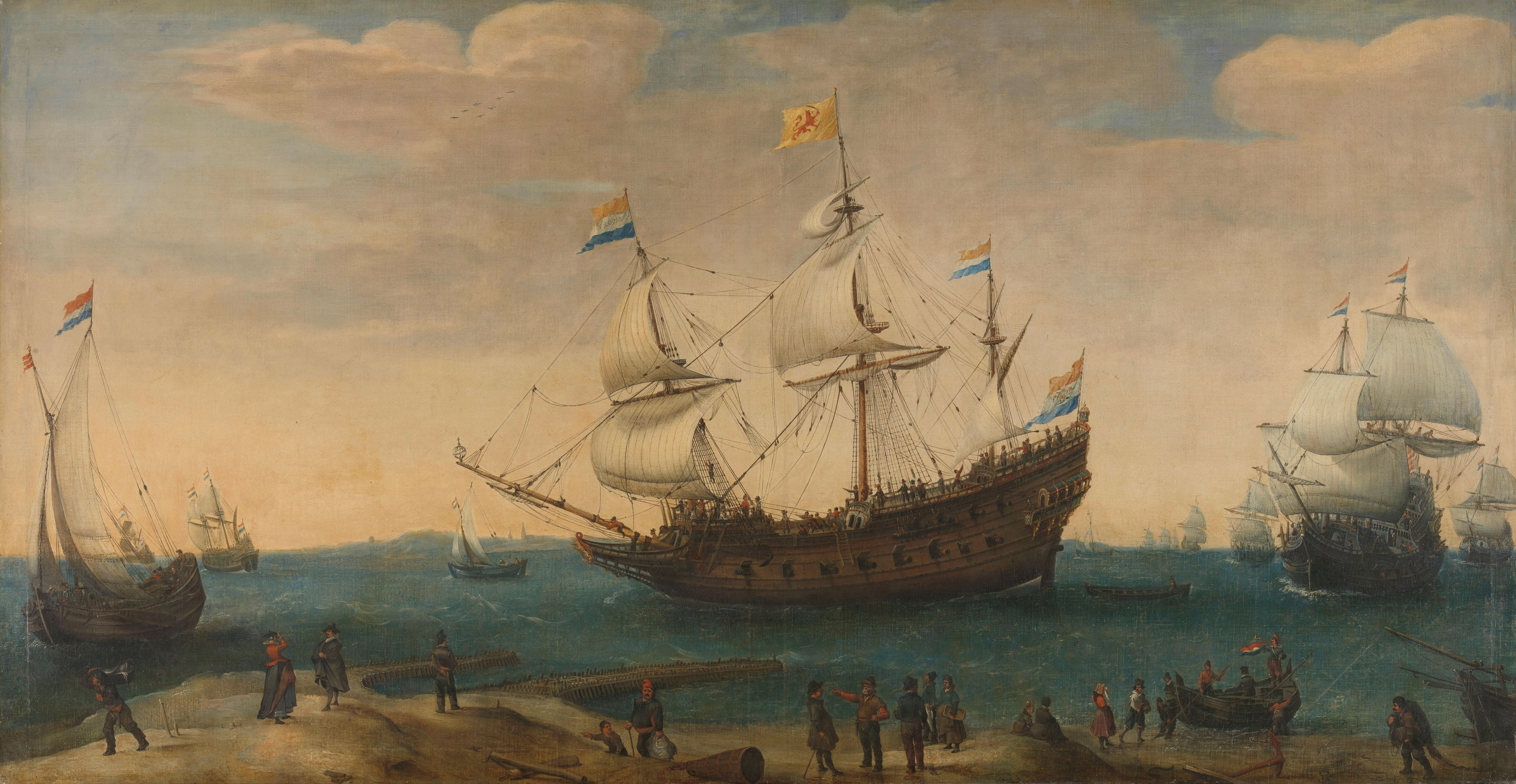
Het schip Mauritius. Hendrick Cornelisz. Vroom (1600)

In 1602 investeerde Sem 12.000 gulden in de VOC. In 1608 trad hij af als bewindhebber en verklaarde dat hij groot bezwaar had tegen het feit dat de compagnie niet alleen handel dreef maar ook oorlog voerde. Hij verklaarde destijds als bewindhebber van de Verenigde Amsterdamse Compagnie die in het najaar van 1600 door bemiddeling van de burgemeesters was opgericht dat alle schepen kregen instructies om eerlijk handel te drijven als koopvaarders zonder soldaten of krijgsvolk om enige offensieven op steden, sterkten of kastelen te plegen, of om Portugese of Spaanse kraken te veroveren. Zelfs een verzoek of sterke aandrang van Burgemeesters om soldaten te sturen met de schepen onder Wolfert Harmensz ten behoeve van de koning van Ternate en de Nederlanders op de Molukken hadden zij afgeslagen daar zij een compagnie van kooplieden waren, en participanten op deze voorwaarden hun geld hadden ingelegd, en die liever wilden uittreden dan dit toelaten. Bij de voorcompagnie was dat niet het geval. In datzelfde jaar richtte hij met 16 andere kooplieden een compagnie op die handel dreef op de Witte Zee.
In 1620 was hij betrokken bij het uitreden van een schip aan Karel I van Guise. In 1624 liet hij zich schilderen door Werner van den Valckert als regent van het Amsterdamse Leprooshuis. In 1631 behoorde hij tot de rijkste Amsterdammers en woonde op de Fluweelenburgwal. De inventaris van zijn tweede vrouw, Maria Bouwer, overleden in 1635, bevatte 69 schilderijen en andere kunstvoorwerpen.
Tussen 1587 en 1620 kocht Sem zestien erven en huizen op de Lastage, waaronder een deel van een lijnbaan. Tussen 1587 en 1622 heeft hij 23 erven op de Lastage en tien gelegen op Marken (Amsterdam) en Rapenburg verkocht en zeker winst gemaakt.

## Familie en gezin
Sem was een zwager van Claes Burchmansz. Dob, de eigenaar van een lijnbaan op de Lastage en van Claes Hendricksz. Meebael. Sem en Meebael traden in 1610 op als voogden van de kinderen van Barckman Claesz. Dob, erven van hun grootmoeder Lijsbeth Bouwens.
Zijn eerste echtgenote was Giert Symonsdr. Meebael. Mogelijk was zij de zuster van Claes Symonsz. Meebael, een onderkoopman die in 1599 op de Hollandia onder Cornelis van Heemskerck, vice-admiraal naar de Oost-Indië voer. In 1600 is hij door Jacob Wilkens in de factorij van Bantam achtergelaten  om de handelscontacten uit te breiden. Mogelijk had zij ook een zus Trijntje die met Pieter Willemsz. Blaeu was getrouwd. en een broer Rieuwert.